# Sabinar De Monterde De Albarracín
Sabinar De Monterde De Albarracín este o arie protejată (arie specială de conservare — SAC, sit de importanță comunitară — SCI) din Spania întinsă pe o suprafață de 14.018,84 ha, integral pe uscat.

## Localizare
Centrul sitului Sabinar De Monterde De Albarracín este situat la coordonatele 40°28′56″N 1°27′26″W / 40.4822°N 1.45718°V.

## Înființare
Situl Sabinar De Monterde De Albarracín a fost declarat sit de importanță comunitară în iulie 2000 pentru a proteja 4 specii de animale. Situl a fost protejat și ca arie specială de conservare în februarie 2021.

## Biodiversitate
Situată în ecoregiunea mediteraneană, aria protejată conține 7 habitate naturale: Pajiști alpine și boreale, Păduri endemice cu Juniperus spp., Pajiști alpine și subalpine calcaroase, Lande oro-mediteraneene cu formațiuni endemice de grozamă, Păduri de Quercus ilex și Quercus rotundifolia, Galerii de Salix alba și de Populus alba, Păduri iberice de Quercus faginea și Quercus canariensis.
La baza desemnării sitului se află mai multe specii protejate:
- mamifere (1): vidră de râu (Lutra lutra)
- nevertebrate (3): fluturele auriu (Euphydryas aurinia), Graellsia isabellae, rădașcă (Lucanus cervus)

Pe lângă speciile protejate, pe teritoriul sitului au mai fost identificate 6 specii de plante, 9 specii de păsări, 6 specii de amfibieni, 4 specii de mamifere, 1 specie de nevertebrate, 1 specie de pești, 4 specii de reptile.